# Амноккан (футбольний клуб)
«Амноккан» (кор. 압록강체육단) — північнокорейський футбольний клуб з Пхеньяна, заснований 1947 року, що виступає у Північнокорейській футбольній лізі.

## Історія
Заснований 19 вересня 1947 року. Належить Міністерству народної безпеки КНДР. Названий по річці Амноккан, що протікає між КНДР і Китаєм.
Вони виграли кілька чемпіонств Північної Кореї у 1960-х (точні сезони перемог невідомі), а також національні титули у 2001, 2006 та 2008 роках.

## Інші спортивні секції
У спортивному клубі «Амноккан» існує також жіноча команда з аналогічною назвою, яка стала чемпіоном КНДР серед жінок у 2004 році. Окрім футболу, у клубі є команди з хокею з шайбою, баскетболу, волейболу та гандболу.

## Титули
- Чемпіон КНДР (3): 2001, 2006, 2008
- Володар Кубка Північної Кореї (1): 2023

## Відомі гравці
- Пак Чол Чжін
- Кім Мьон Гіл
- Кім Мьон Вон
- Пак Лі Соп
- Пак Нам Чол
- Ча Чжон Хьок
- Чон Кван Ік